# Accident aérien du 2 mars 2021 au Soudan du Sud
L'accident aérien du 2 mars 2021 au Soudan du Sud est un accident aérien survenu le 2 mars 2021 lorsqu'un  Let L-410 Turbolet de la South Supreme Airlines (en) s'est écrasé à Pieri, dans le comté d'Uror (en), au Soudan du Sud, sur un vol intérieur au départ de la piste de Pieri vers la piste de Yuai.

## Accident
L'avion accidenté était un Let L-410 Turbolet, avec une fausse immatriculation HK-4274. Il s'est écrasé immédiatement après avoir décollé de la piste aérienne de Pieri, au Soudan du Sud, sur un vol passager charter. Il y avait 8 passagers et deux membres d'équipage à bord.

## Conséquences
Le président du Soudan du Sud Salva Kiir Mayardit ordonne la suspension des activités aériennes de la compagnie